# Hoplolythra discistriga
Hoplolythra discistriga är en fjärilsart som beskrevs av Smith 1903. Hoplolythra discistriga ingår i släktet Hoplolythra och familjen nattflyn. Inga underarter finns listade i Catalogue of Life.